# سالتا (محافظة)
محافظة سالتا هي إحدى محافظات الأرجنتين تنقسم إلى 23 مقاطعة صغيرة يطلق عليها اسم حزب.

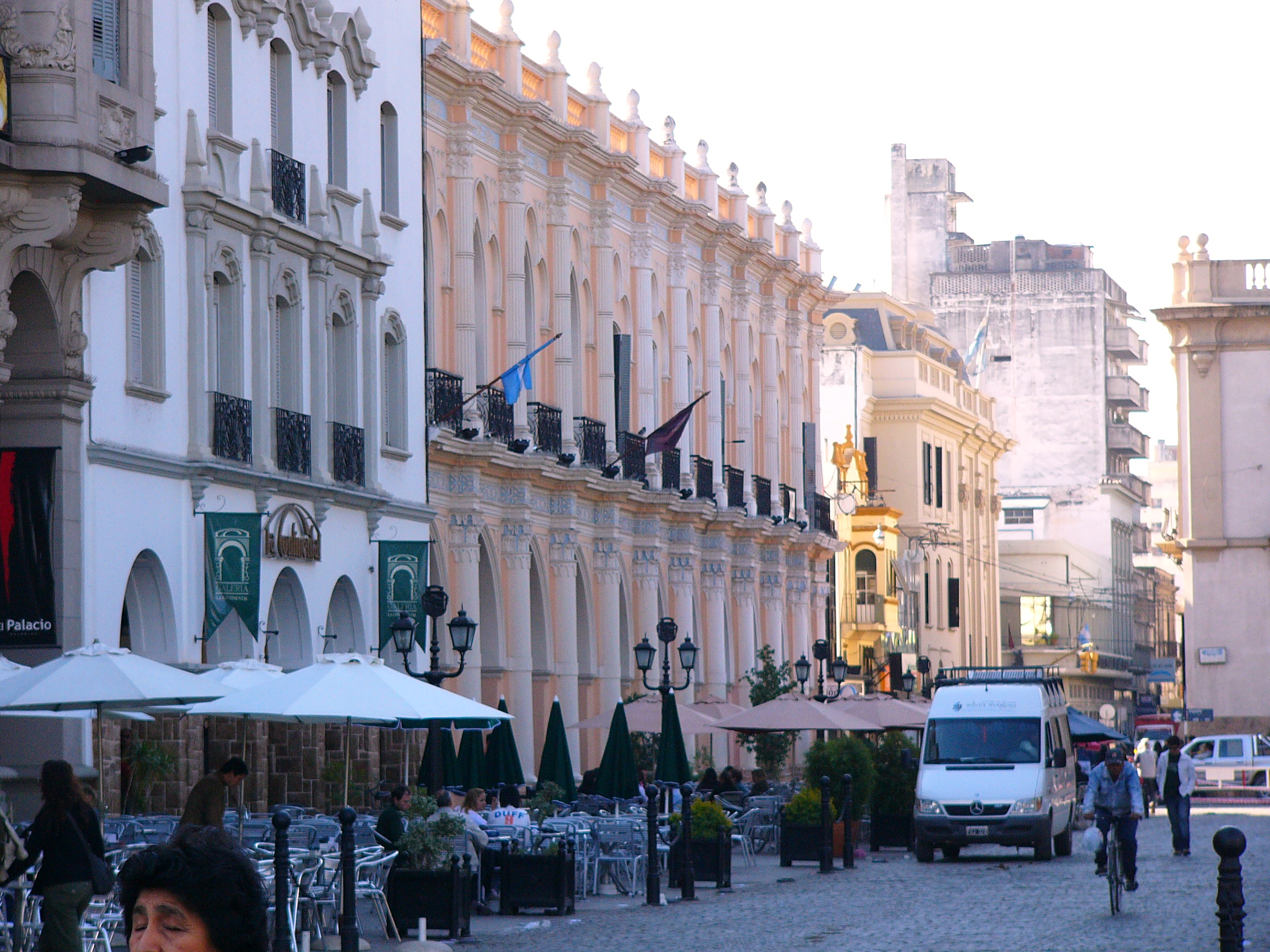
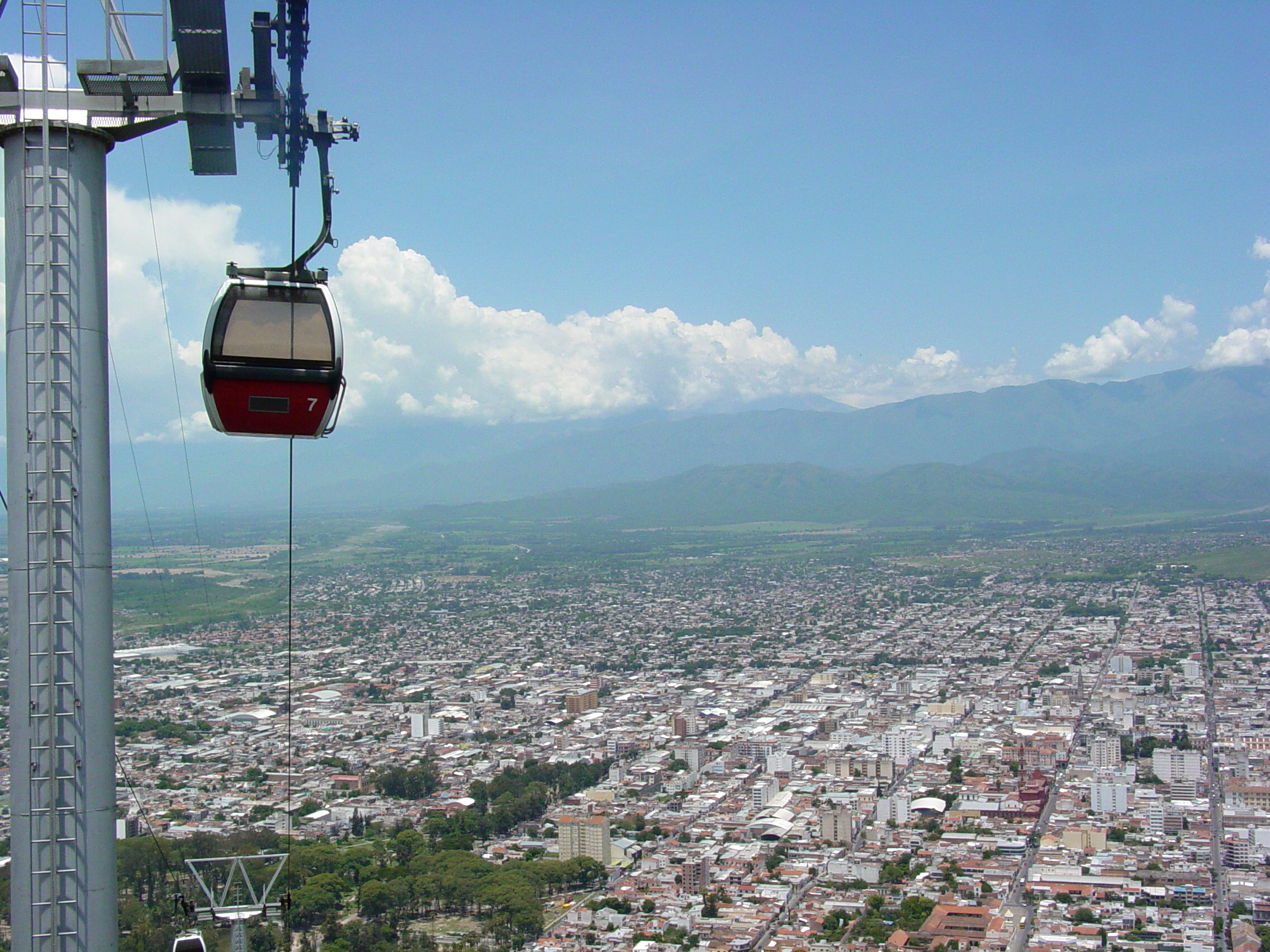
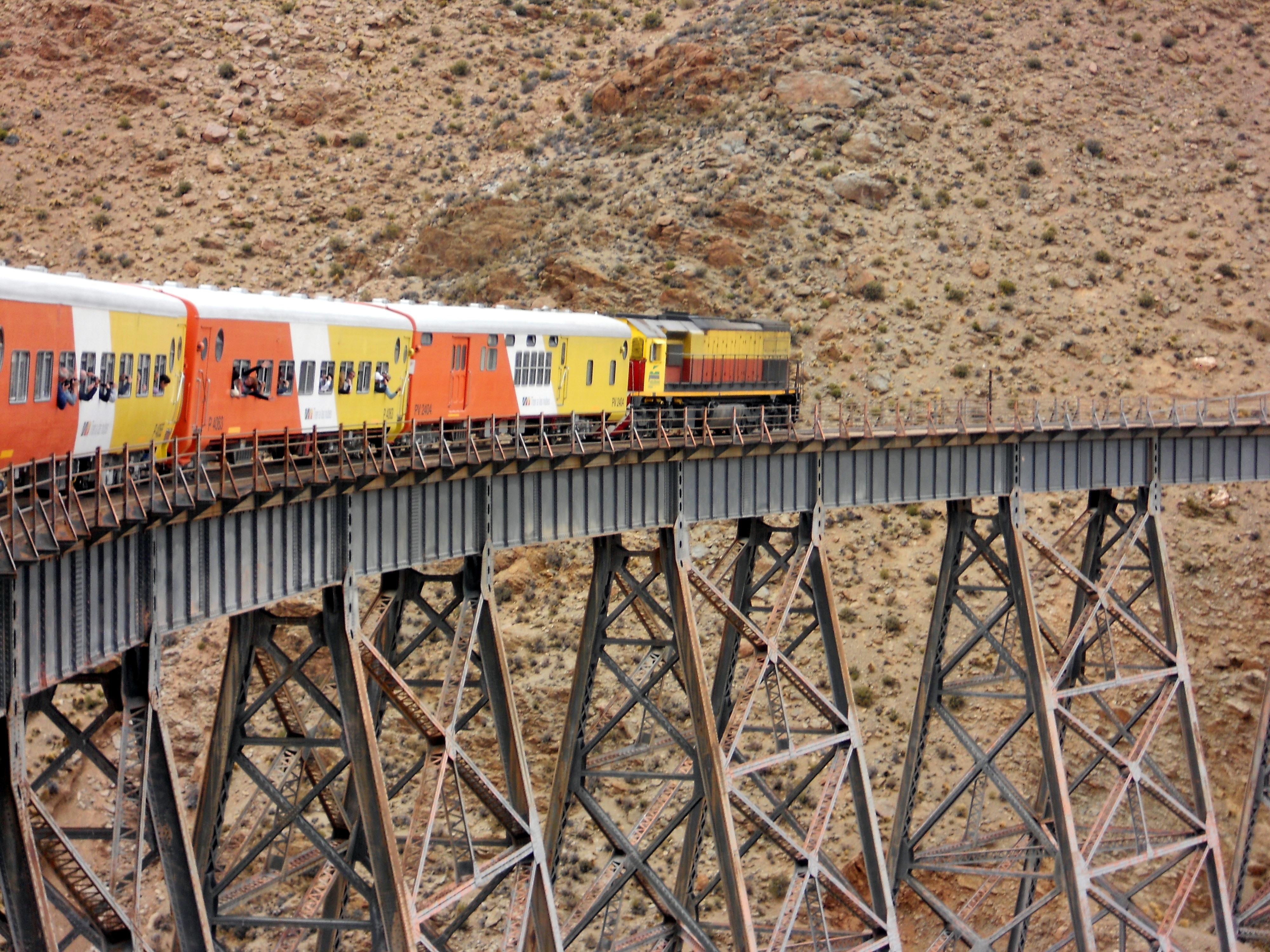
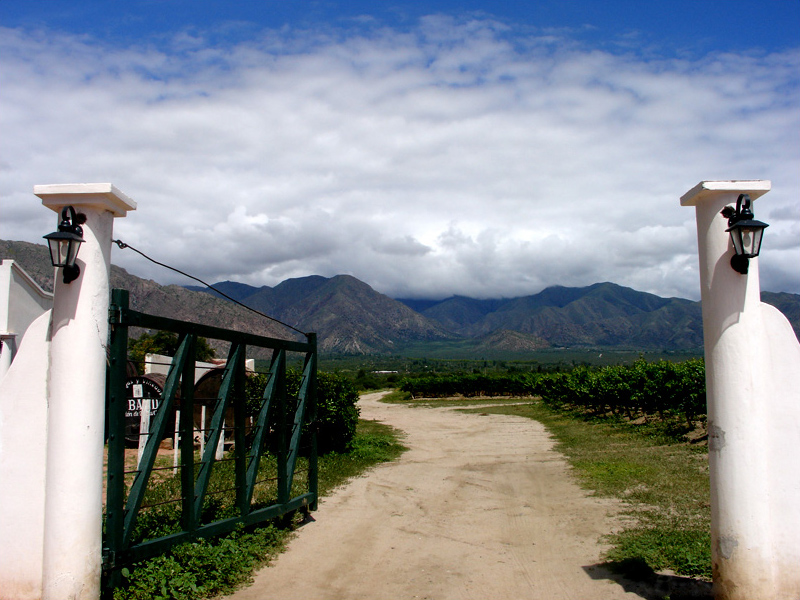
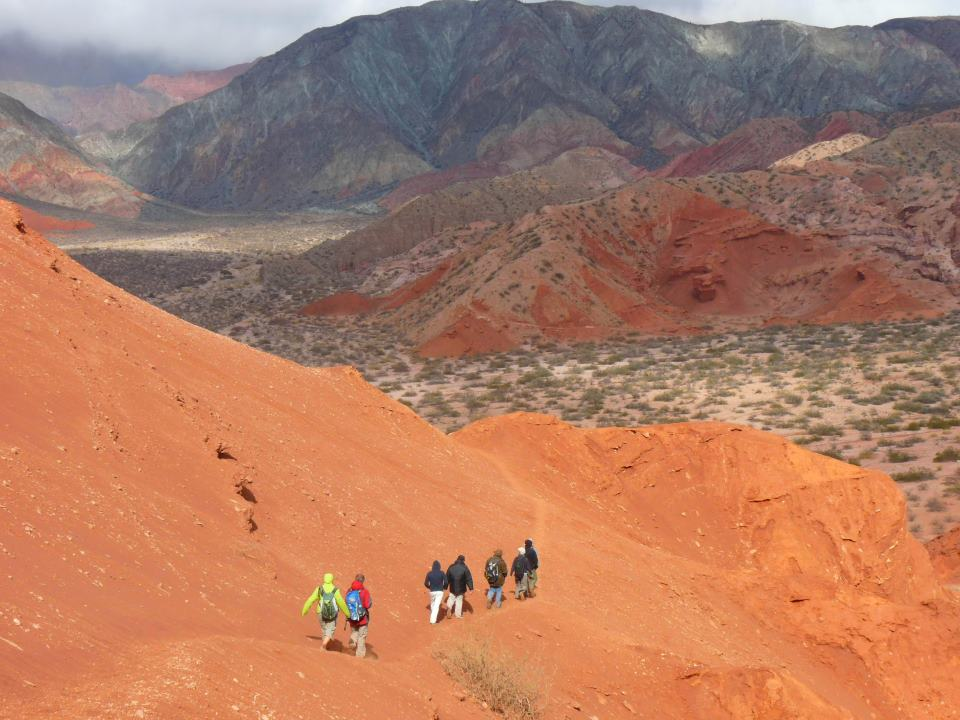
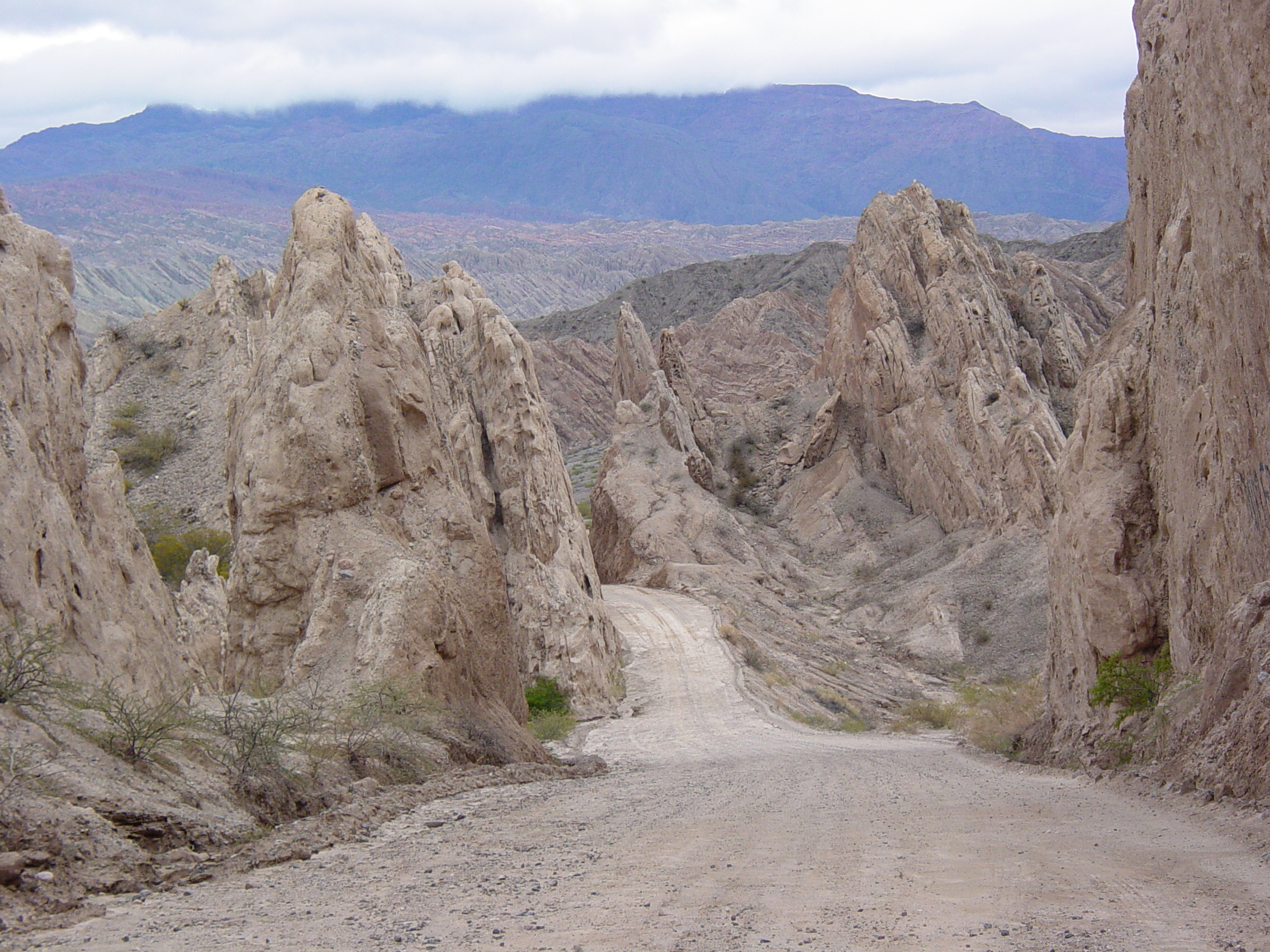
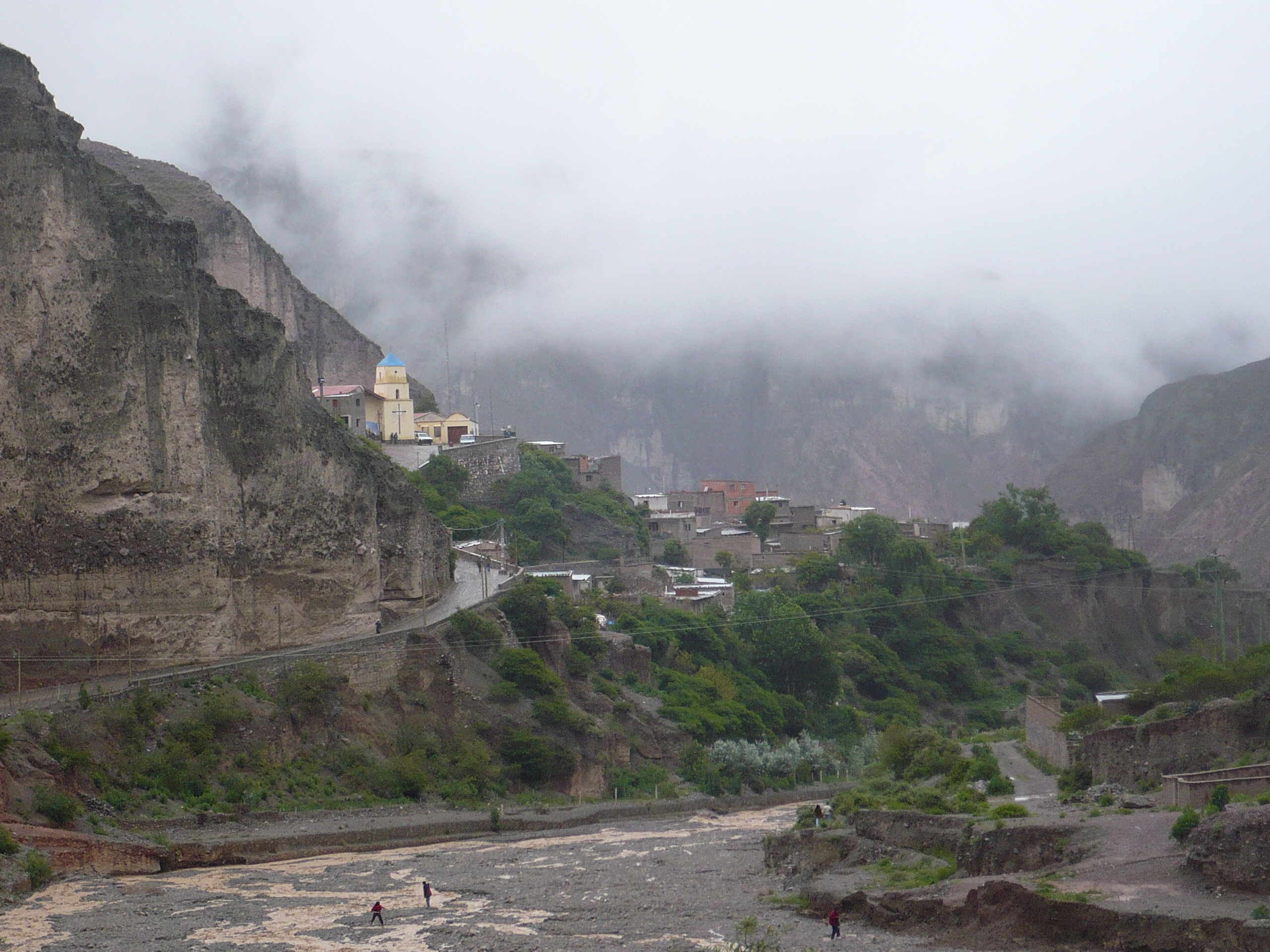
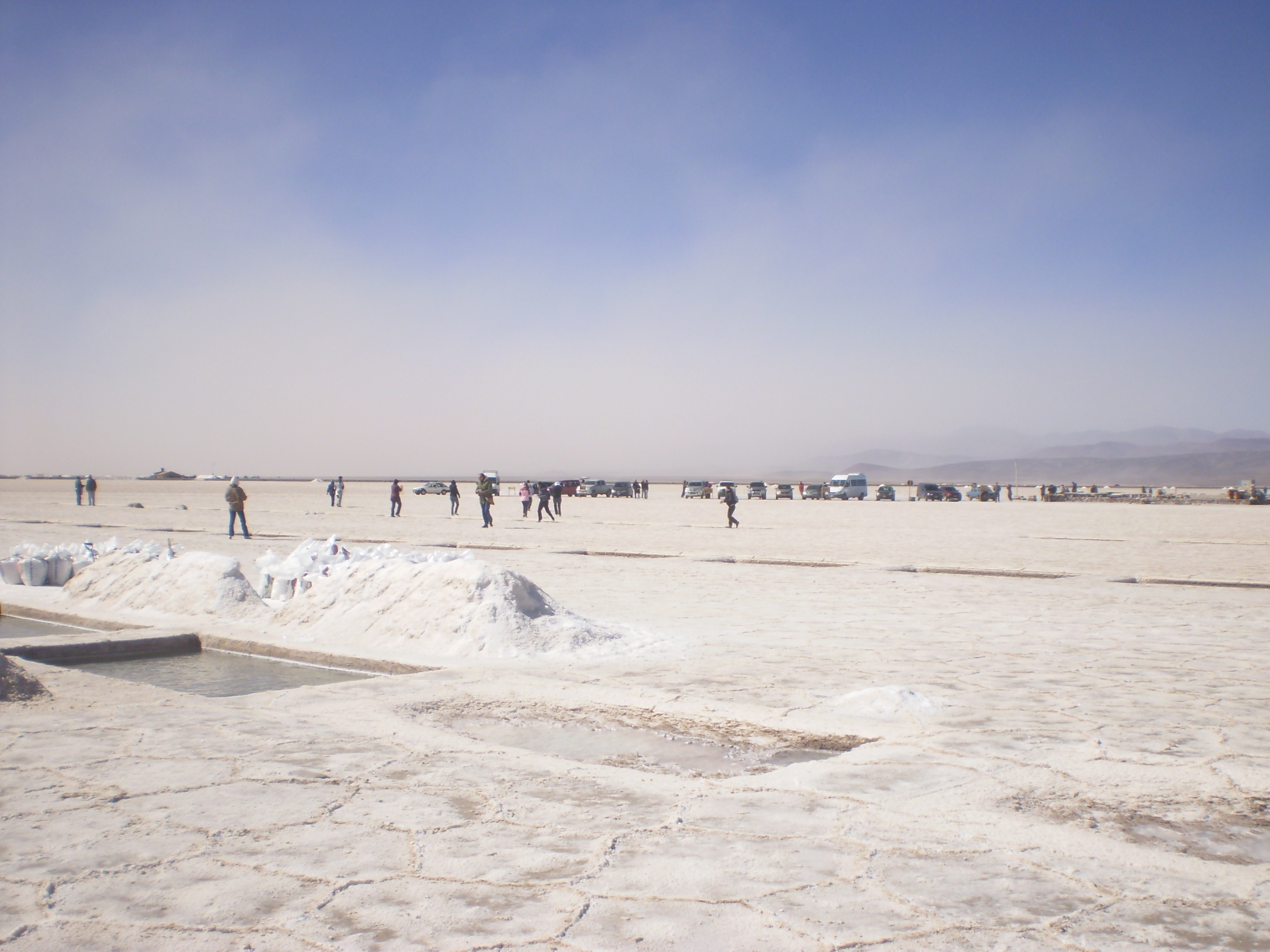
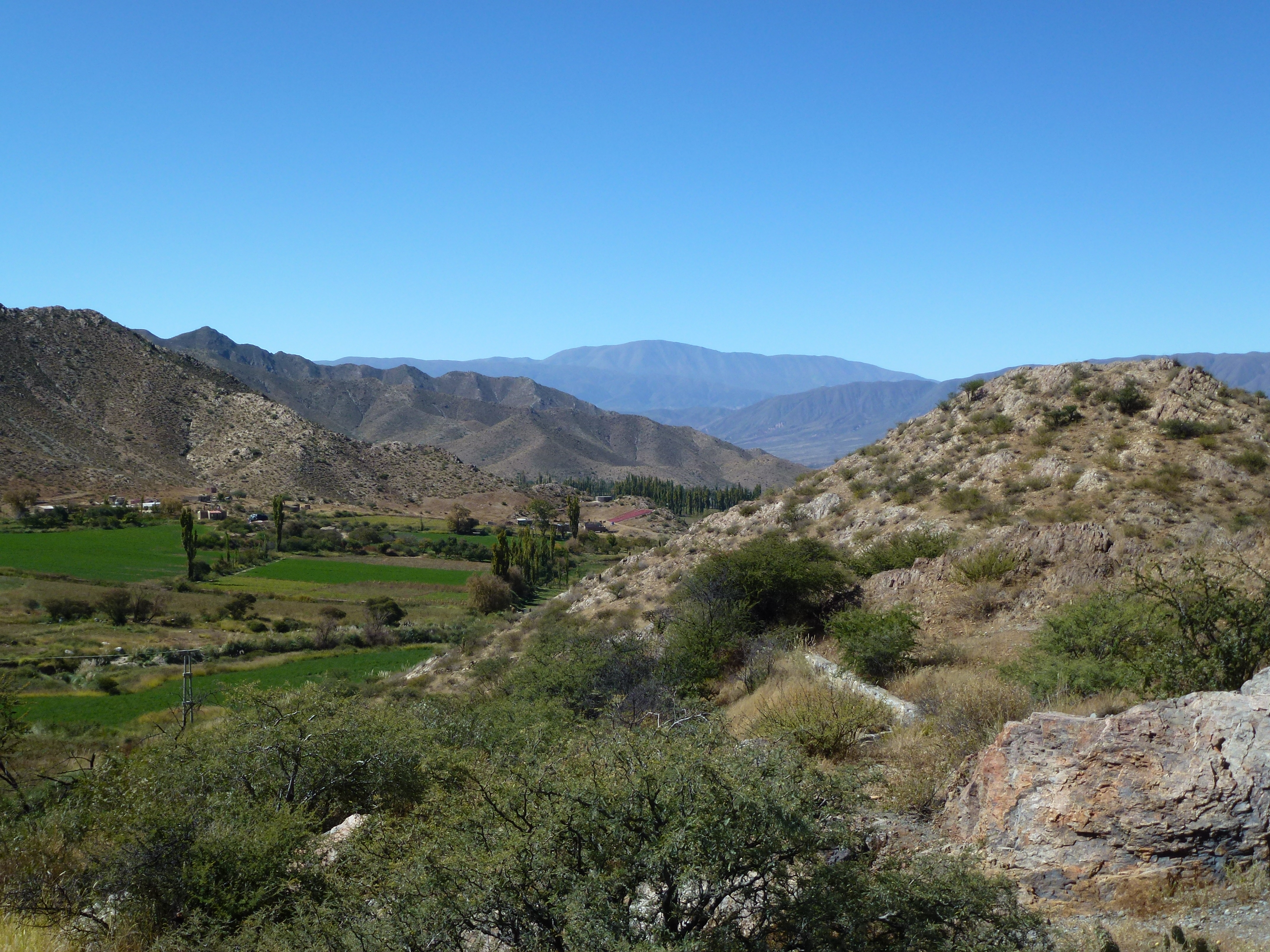
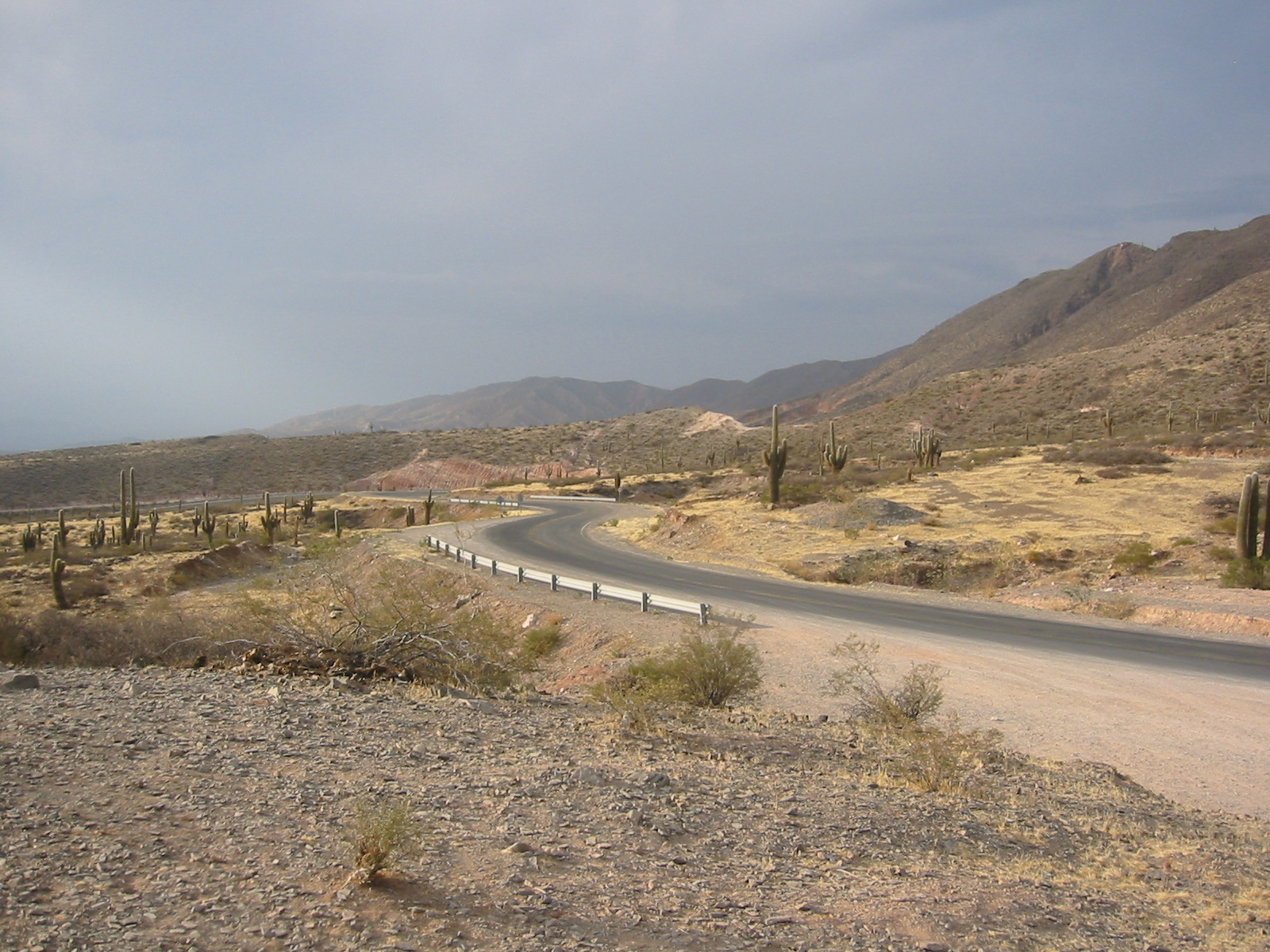

## أعلام
- مانويل أنطونيو أسيفيدو

## روابط إضافية
- Official Page (Spanish)
- Tourist Secretary (Spanish)
- Salta نسخة محفوظة 9 يناير 2016 على موقع واي باك مشين. (Spanish)
- Universidad Nacional de Salta (Spanish)
- Welcome Salta نسخة محفوظة 9 أكتوبر 2007 على موقع واي باك مشين.